# Barkly Highway
Der Barkly Highway ist eine Fernverkehrsstraße im Norden Australiens. Er ist 755 km lang und verläuft von Threeways im Northern Territory bis ca. 12 km östlich von Cloncurry in Queensland. Er ist die Hauptverkehrsroute zwischen Queensland und dem Northern Territory und befindet sich seit einigen Jahren in einem sehr gut ausgebauten Zustand.

## Verlauf

### Northern Territory
Der Barkly Highway beginnt im Northern Territory in Threeways, wo er vom Stuart Highway (N87) abzweigt. Die Abzweigung liegt etwa 25 km nördlich von Tennant Creek, 531 km nördlich von Alice Springs und 966 km südlich von Darwin.
Die Straße verläuft Richtung Osten durch größtenteils wüsten- und savannenähnliche Gegenden, bevor er nach kurzer Zeit die ersten Ausläufer der Barkly Tablelands erreicht. Nach etwa 190 km führt der Highway durch Barkly Homestead, wo der Tablelands Highway (S11) in Richtung Norden abzweigt. Der Barkly Highway führt von dort weitere 250 km nach Osten, bevor er die Grenze zu Queensland passiert.

### Queensland
Nur 13 km hinter der Grenze liegt mit Camooweal die erste größere Ortschaft in Queensland, in deren unmittelbarer Nähe sich der Camooweal-Caves-Nationalpark befindet. Der Barkly Highway führt weiter in Richtung Südosten und nach etwa 190 km ist mit Mount Isa die größte Stadt im Nordwesten Queenslands erreicht. Diese ist bekannt als eine der flächenmäßig größten Städte der Welt und stellt ein bedeutendes Zentrum der Eisenerzindustrie in Australien dar. Weitere 120 km östlich findet der Barkly Highway ca. 12 km östlich von Cloncurry seinen Endpunkt. In Cloncurry zweigt die Burke Developmental Road (R83) Richtung Normanton im Norden ab. Östlich der Stadt teilt sich der Barkly Highway in den Flinders Highway (A6), der nach Townsville an der Ostküste Queenslands führt, und den Landsborough Highway (A2) nach Longreach im Südosten von Queensland.
Der höchste Punkt im Verlauf des Highways liegt auf 456 m, der niedrigste auf 193 m.